# Kathedrale von Ripon

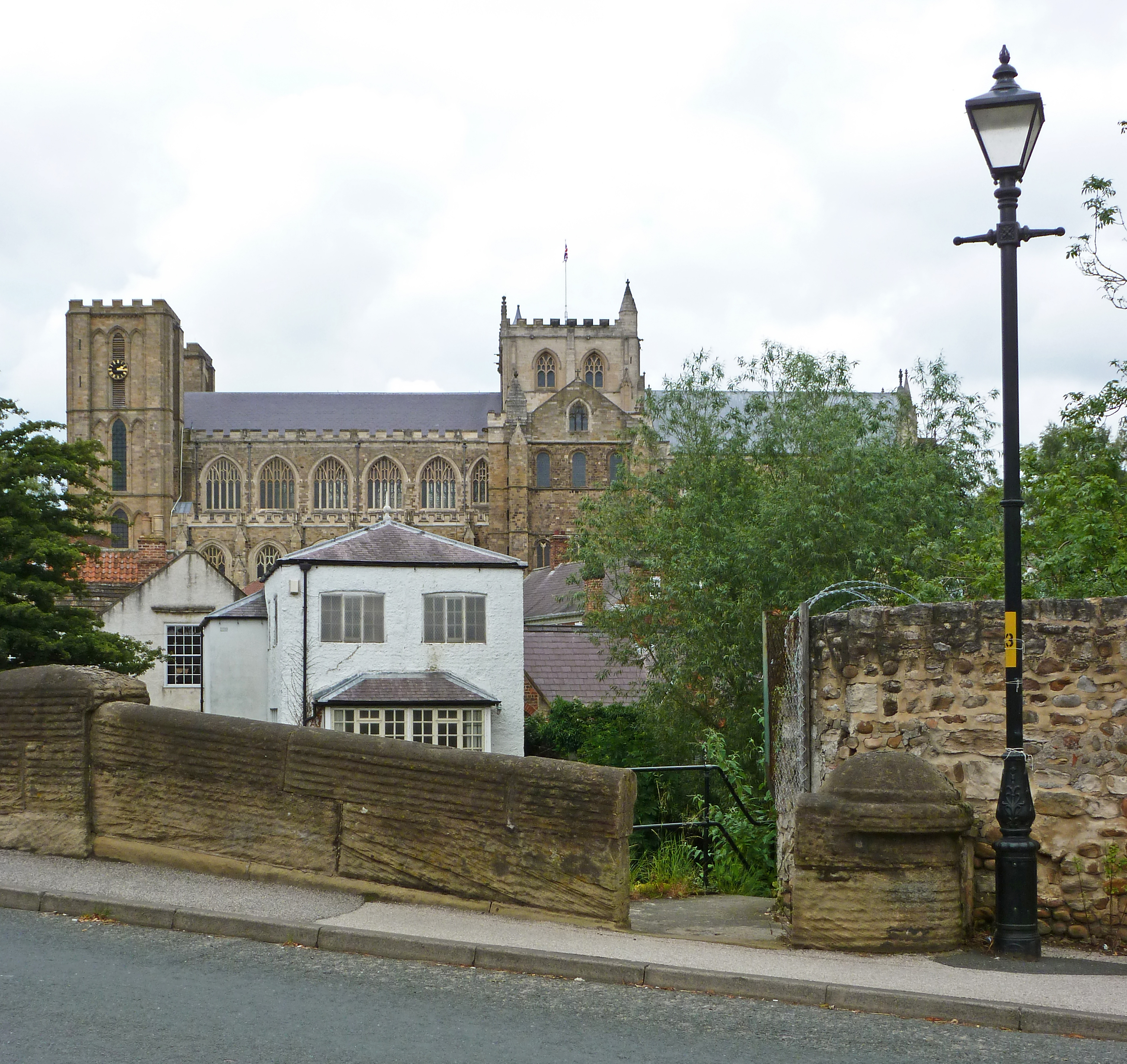
Kathedrale von Ripon von Süden

Die Kathedrale von Ripon (offiziell Cathedral Church of St Peter and St Wilfrid) ist eine anglikanische Kathedrale in Ripon in der englischen Grafschaft North Yorkshire. Bis 1836 wurde die Kirche Ripon Minster genannt, bevor sie zur Bischofskirche der Diözese Ripon wurde, der ersten in England neu gegründeten Diözese seit der Reformationszeit. 2014 wurde die anglikanische Diözese Leeds in Mittelengland neu geschaffen, in der sie – neben den Kathedralen von Bradford und Wakefield – eine von insgesamt drei Konkathedralen ist. Der dem Doppelpatrozinium des Apostels Petrus und des Wilfrid von York unterstellte Kirchenbau ist als Grade-I-Baudenkmal gelistet.
Gegründet wurde die spätere Kathedrale als Kloster schottischer Mönche um 660, dann von Wilfrid von York 672 als Benediktinerabtei neu begründet. Im 10. Jahrhundert wurde sie zu einer Stiftskirche und wirkte für das restliche Mittelalter als eine der Mutterkirchen in der großen Diözese York. Die heutige Kirche ist die vierte an gleicher Stelle und wurde zwischen dem 12. und 16. Jahrhundert errichtet.
Die bekanntesten architektonischen Merkmale der Kathedrale sind ihre frühgotische Westfassade im Early English Style, der Chor mit Chorgestühl und Chorschranke aus dem späten 15. Jahrhundert und die aus dem 7. Jahrhundert stammende Krypta des Kirchenbaus von Wilfrid von York, ein bedeutsames Beispiel frühchristlicher Bauten in England.

## Lage

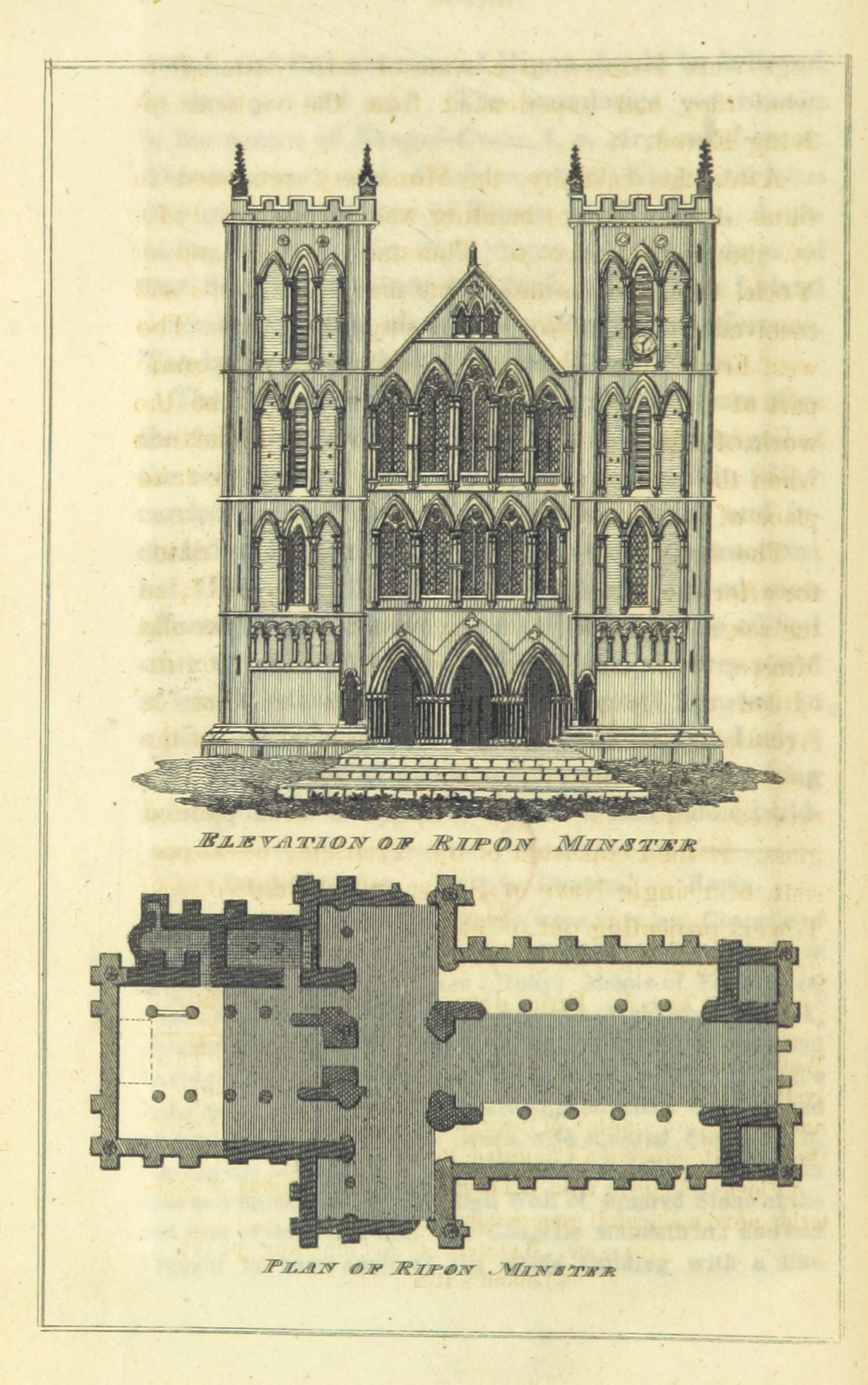
Kathedrale von Ripon – Fassade und Grundriss (1822)

Die Kathedrale von Ripon liegt etwa 300 m südöstlich des Stadtzentrums der ca. 50 km nördlich von Leeds gelegenen Stadt Ripon in der Grafschaft North Yorkshire in einer Höhe von 23 m; der Fluss Skell fließt ca. 150 m südlich an der Kirche vorbei. Die Nordseeküste ist ca. 80 km (Luftlinie) in nordöstlicher Richtung entfernt.

## Baugeschichte
Ealhfrith, König von Deira, übertrug keltischen Mönchen aus Melrose um 660 das Land, um in Ripon ein Tochterkloster zu gründen. Doch nur wenige Jahre später übertrug Ealhfrith seine Stiftung an St Wilfrid, um stattdessen eine Benediktinerabtei zu errichten. Wilfrid brachte Steinmetze, Pflasterer und Glaser aus Frankreich und Italien, um eine Basilika mit Krypta nach römischem Muster zu bauen. Ein zeitgenössischer Bericht von Eddius Stephanus berichtet:
In Ripon baute und vollendete der Heilige Wilfrid vom Fundament bis zum Dach eine Kirche aus behauenen Steinen, die von verschiedenen Säulen und Seitenschiffen in großer Höhe getragen wurde, mit vielen Fenstern, Bogengewölben und einem gewundenen Kreuzgang.
Saint Wilfrid starb 710 und wurde in seiner Kirche nahe beim Altar beigesetzt. Nachdem diese vom englischen König Eadred im Jahr 948 bei seinem Feldzug zur Rückgewinnung von Northumbria vom norwegischen König Erik I. „Blutaxt“ zerstört wurde, bleibt heute nur die Krypta unter der Vierung der heutigen Kathedrale.
Später im 10. Jahrhundert entstand als Kollegiatstift ein zweites Münster in Ripon, aber auch diese Kirche ging bald wieder unter. Dieses Ereignis fand 1069 statt und verantwortlich war Wilhelm der Eroberer im Rahmen seines Feldzugs gegen den letzten angelsächsischen Thronanwärter Edgar Ætheling aus dem Haus Wessex. Dieser Feldzug ist als „Harrying of the North“ bekannt. Thomas von Bayeux, der erste normannische Erzbischof von York, veranlasste um 1080 den Bau eines dritten Münsters, von dem Spuren in den Mauern des späteren Kapitelhauses südlich des Chors zu finden sind.
Das heutige vierte Münster ist dann das großartige Werk des Erzbischofs Roger de Pont l’Évêque von York aus den Jahren 1160–1175. Aus dieser Zeit stammen die Mauern des Chors. Um 1220 wurde dann die Westfassade im Early English Style mit ihren viergeschossigen Zwillingstürmen errichtet, die damals mit hölzernen Spitzen und Bleiziegeln versehen wurden. Von 1286-8 bis 1330 wurde das gotische Ostfenster im geometrischen Stil neu eingebaut. Weitere Umgestaltungen mussten aufgrund des Ausbruchs der Rosenkriege in Nordengland aufgeschoben werden. Auch nach dem Einsturz des Vierungsturms aufgrund eines Erdbebens 1450 konnten die wesentlichen Arbeiten am Neubau erst nach der Thronbesteigung Heinrich VII. und der Befriedung des Landes ab 1485 aufgenommen werden. Jedoch wurde der Vierungsturm nie wieder in alter Höhe vollendet.

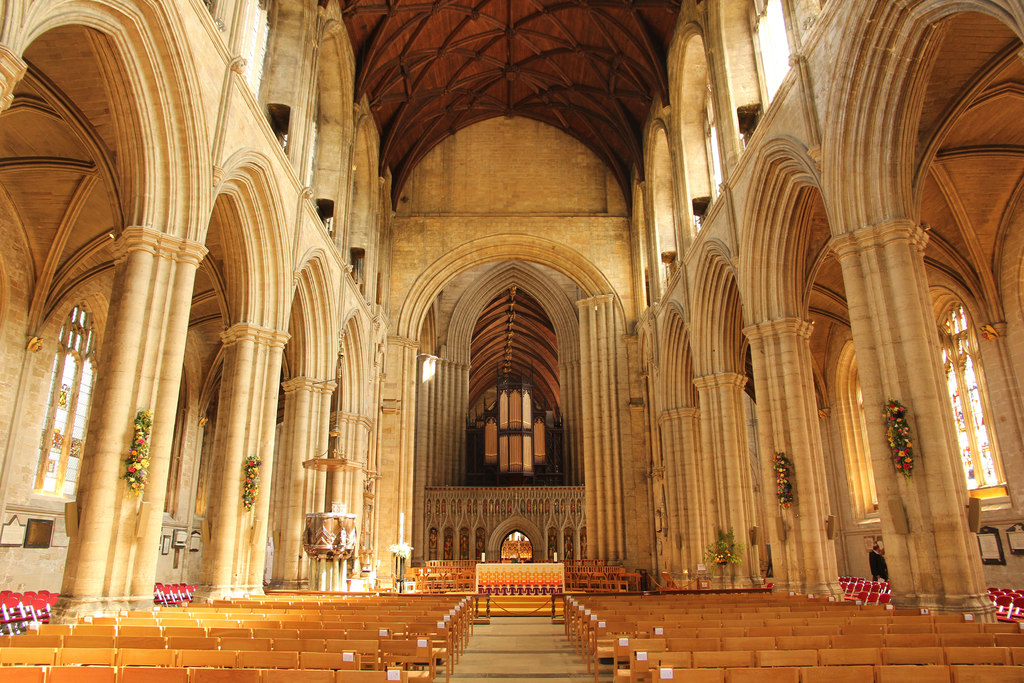
Langhaus

Zwischen 1501 und 1522 wurden die Erhöhung des Langhauses zur heutigen Gestalt vorgenommen und die Seitenschiffe mitsamt ihrer Rippengewölbe im Perpendicular Style angefügt. Der Wandaufriss im knapp 90 m langen Langhaus ist zweigeschossig, in Querhaus und Chor dagegen dreigeschossig. Zwischen 1489 und 1494 wurden die Miserikordien für das Chorgestühl geschnitzt. Die Schnitzerschule von Ripon erhielt auch die Aufträge für die Miserikordien in Beverley Minster und die Kathedrale von Manchester, doch bevor all diese Arbeiten abgeschlossen werden konnten, verfügte 1547 Edward VI. die Auflösung des Kanonikerstifts von Ripon. Alle Einkünfte wurden auf die Krone übertragen und so erhielt der Vierungsturm nie seine letzten Geschosse. Erst 1604 veröffentlichte dann Jakob I. seine Charter of Restoration. Im Britischen Bürgerkrieg (1642–1649) wurden viele der Kirchenfenster und einige Statuen zerstört.

## Architektur und Ausstattung

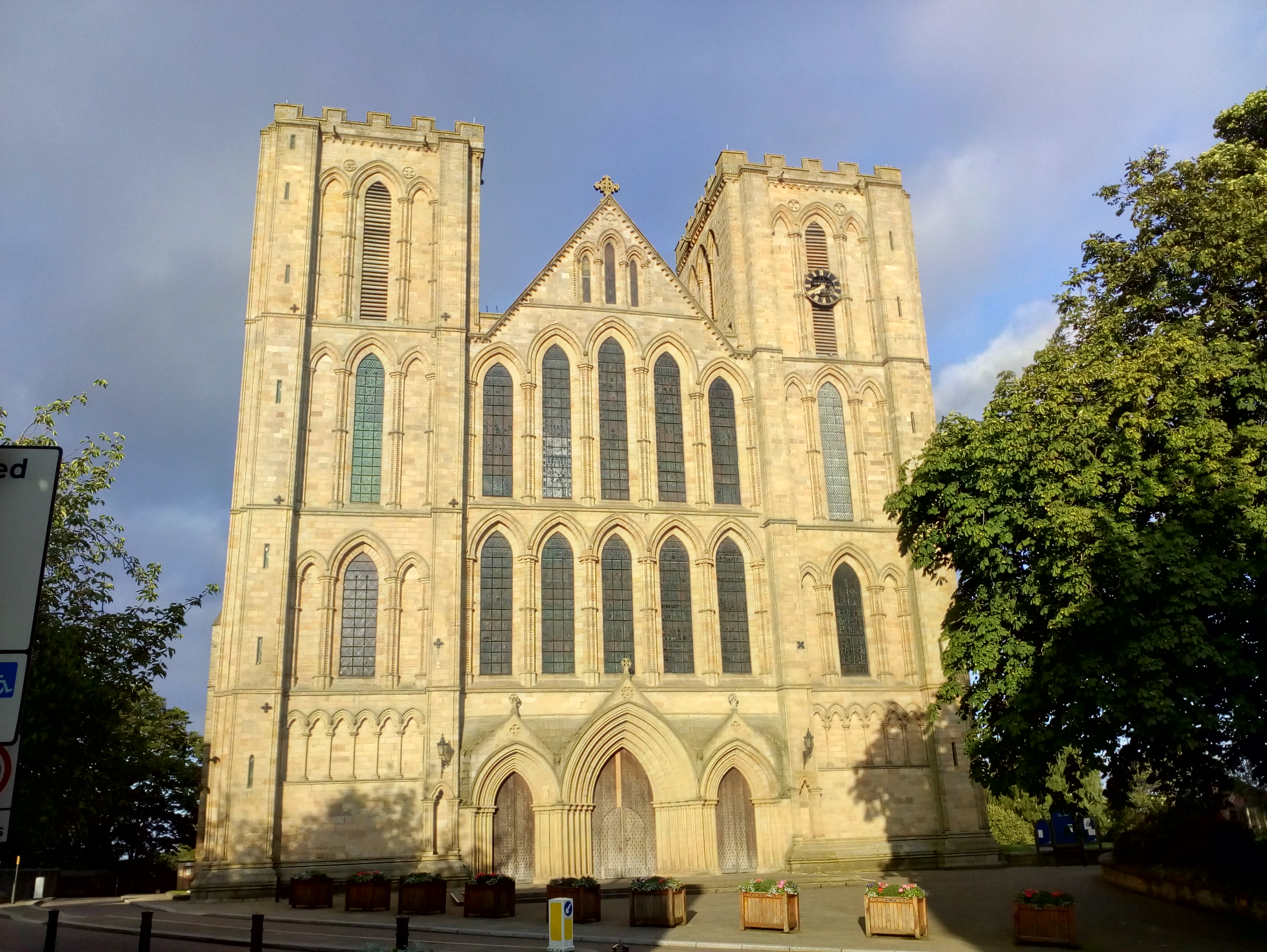
Westfassade

### Westfassade
Die Westfassade ist ein außergewöhnlich schönes Beispiel für den Early English Style der Gotik. Dieser ist gekennzeichnet durch die relativ niedrigen Türme, das Fehlen eines reichen Figurenschmucks im Portalbereich und die starke Durchfensterung in 10 Lanzettfenster in zwei Reihen. Auch die dekorierten Tympana, wie sie in dieser Zeit in Frankreich bereits üblich waren, fehlen in England.

### Chor und Chorgestühl

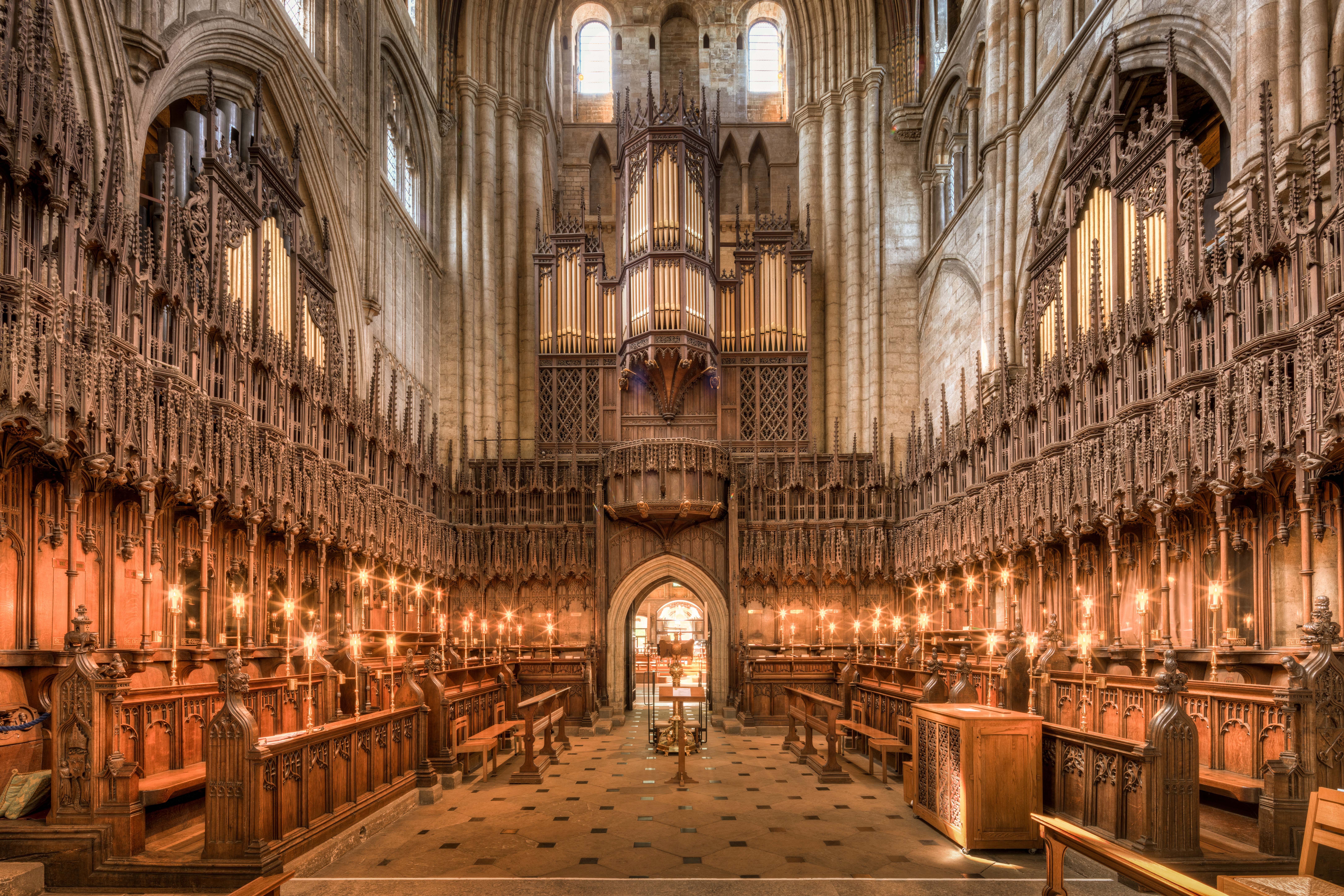
Chorgestühl

Im flach abschließenden Chor der Kathedrale von Ripon werden, sicherlich durch den Einfluss des aus der Normandie stammenden Roger de Pont l’Évêque, in getreuer Weise Bauten der französischen Frühgotik wie Noyon (erbaut ab 1145) imitiert. Schlanke Bündelpfeiler stützen einen zugespitzten Arkadengang und eine ungewöhnlich dünne Wand im oberen Kirchenschiff. Darüber setzen die Vorlagen an, die völlig logisch ins Kreuzrippengewölbe übergehen. Auch die niedrige Empore ist französisch gestaltet, was die Zwillingsöffnung mit dünnem Zwischensäulchen, flankiert von zwei spitzbogigen Blendarkaden bezeugt. Der Obergaden mit seiner dreibogigen Gestaltung mit Laufgang ist dagegen traditionell anglo-normannisch.

Am Chorgestühl mit seinen 34 Miserikordien finden sich Datierungen zwischen 1489 und 1494. Hergestellt wurden sie von Schnitzmeister William Bromflet und seinen Schülern. Jeder dieser Sitzblöcke, die älteren Angehörigen des Klerus erlaubten, sich während der oft mehreren täglichen Gottesdienste ein wenig auszuruhen, ist aus einem Eichenblock geschnitzt und köstlich verziert. Darunter sind biblische Motive wie Josua und Kaleb, die die Weintraube aus dem Gelobten Land tragen, Samson, der aus der Stadt Gaza ausbricht und dabei das halbe Stadttor mitnimmt, oder zwei Szenen des Propheten Jona, der einmal von den Seeleuten über Bord ins Meer geworfen wird und in der zweiten Szene vom Wal wieder an Land gespuckt wird. Es sind aber auch vielerlei Tiere abgebildet wie Löwen, ein Greif, der ein Kaninchen jagt, Jagdhunde, die einen Fuchs fassen, oder ein Pelikan, der seine Jungen füttert. Besonders witzig ist eine Szene von zwei Ferkeln, die einem Schwein zusehen, das einen Dudelsack spielt. Vielleicht ein Spott gegenüber den Schotten, die im frühen 15. Jahrhundert Ripon geplündert hatten.

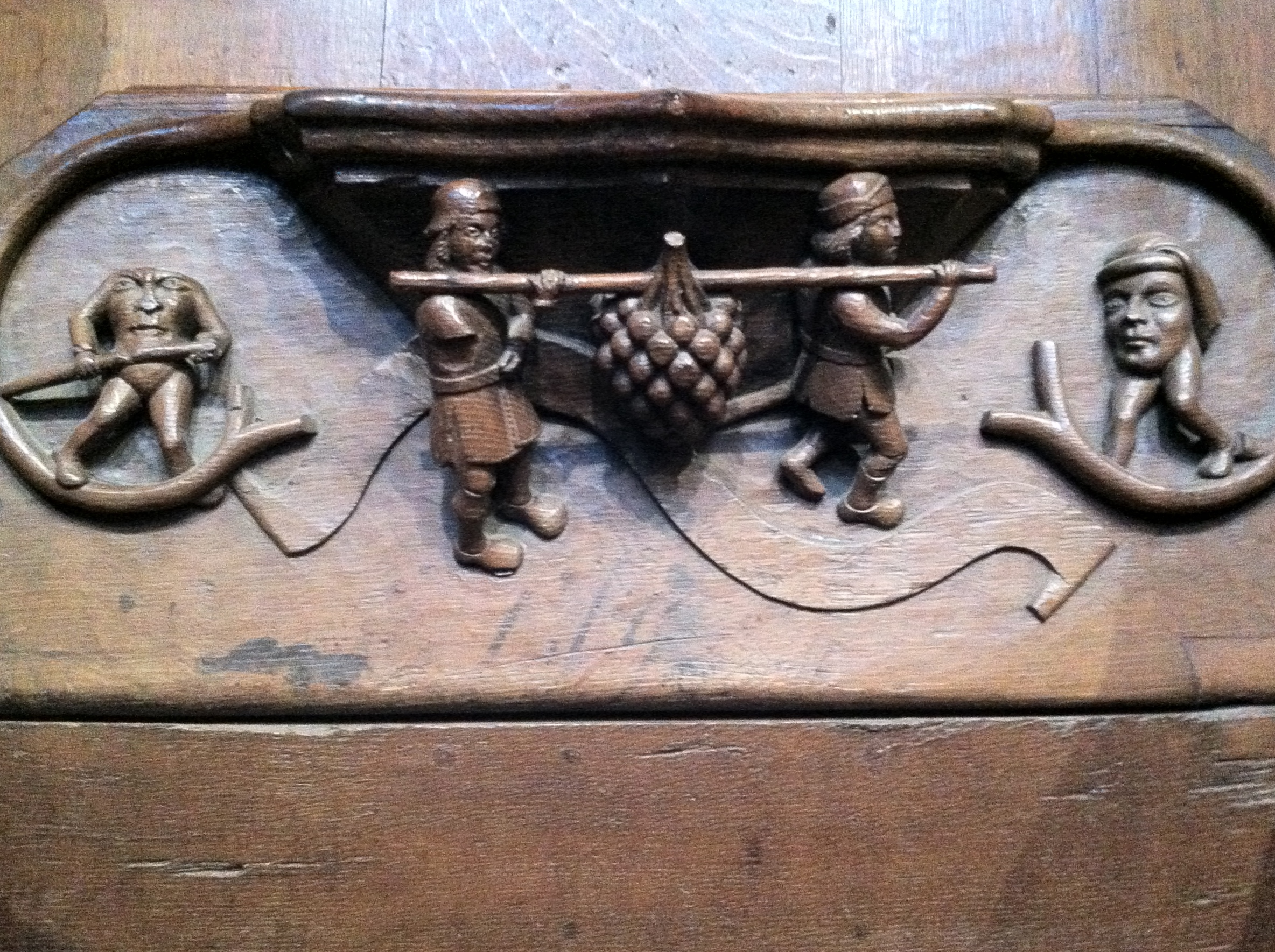
Josua und Kaleb bringen eine Weintraube aus dem Gelobten Land
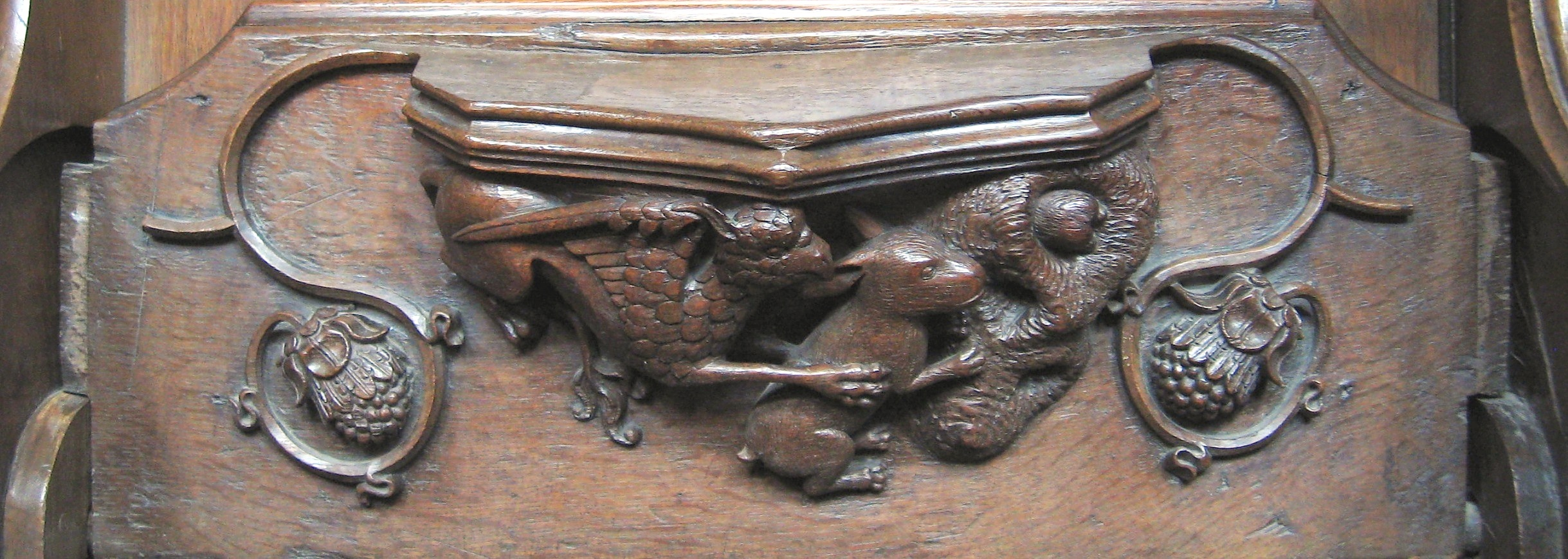
Greif, der ein Kaninchen vor seinem Bau verfolgt
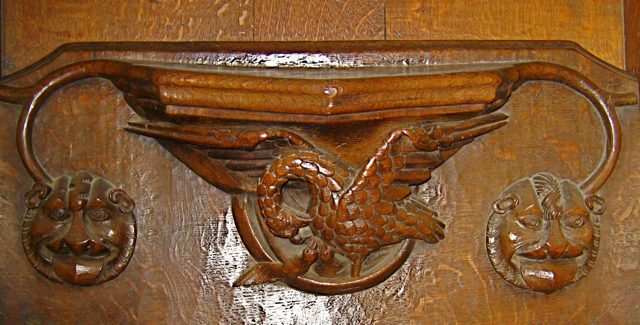
Pelikan, der seine Jungen füttert
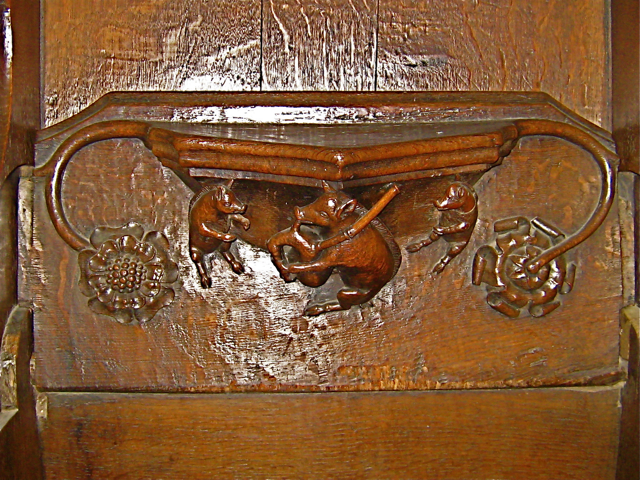
Dudelsack spielendes Schwein

### Chorschranke
Die Chorschranke wurde vom Restaurator George Gilbert Scott auf ca. 1494 datiert, es gibt aber bereits ein Dokument von 1408, das eine Chorschranke erwähnt. Sie ist volle acht Fuß stark und wurde in jüngerer Zeit durch große Statuen von acht Königen und Bischöfen beiderseits des Durchgangs und weitere 24 Statuen in darüberliegenden Nischen ergänzt. Die acht im Großformat porträtierten Personen haben in der Geschichte der Kathedrale jeweils eine bedeutsame Rolle gespielt. Die Statuen wurden vom Bildhauer Esmond Burton (* 1886; † 1964) angefertigt und 1947 von der damaligen Princess Royal Mary of York, Tochter Georgs V., enthüllt. Von links nach rechts handelt es sich im Einzelnen um:
- Eadhæd, Bischof von Lindsey und Ripon ca. 679–686, einziger Bischof Ripons im Mittelalter
- Willibrord, aus Northumbria gebürtiger Missionar, früher Oblate in der Abtei Ripon, später Erzbischof von Utrecht 695–739 (* ca. 658; † 739)
- Thurstan von Bayeux, Erzbischof von York 1114–1140 (* ca. 1070; † 1140)
- Matthew Hutton, Erzbischof von York 1595–1606 (* 1529; † 1606)
- Æthelstan, König des angelsächsischen Reichs Wessex 924–927 und König von England 927–939 (* ca. 894; † 939)
- Heinrich II. Kurzmantel, König von England 1154–1189 (* 1133; † 1189)
- Jakob I., König von England 1603–1625 (* 1566; † 1625)
- Charles Thomas Longley, erster anglikanischer Bischof von Ripon 1836, später Erzbischof von Canterbury 1862–1868 (* 1794; † 1868)

### Krypta
Die angelsächsische Krypta erreicht man von der Chorschranke aus über eine Treppe und einen ausgesprochen engen Gang. Sie ist ein simpler tonnengewölbter Raum mit mehreren Wandnischen, in denen Kerzen aufgestellt werden konnten, und einem Altartisch. Einziger Schmuck ist heute ein Alabasterrelief aus dem 14. Jahrhundert, das die Auferstehung Christi zeigt. Dieses Relief wurde bei der viktorianischen Renovierung des Chors unter der für den Dekan bestimmten Kirchenbank entdeckt. Wahrscheinlich wurde es dort versteckt, um es vor dem Bildersturm der Reformationszeit zu retten.

## Musik

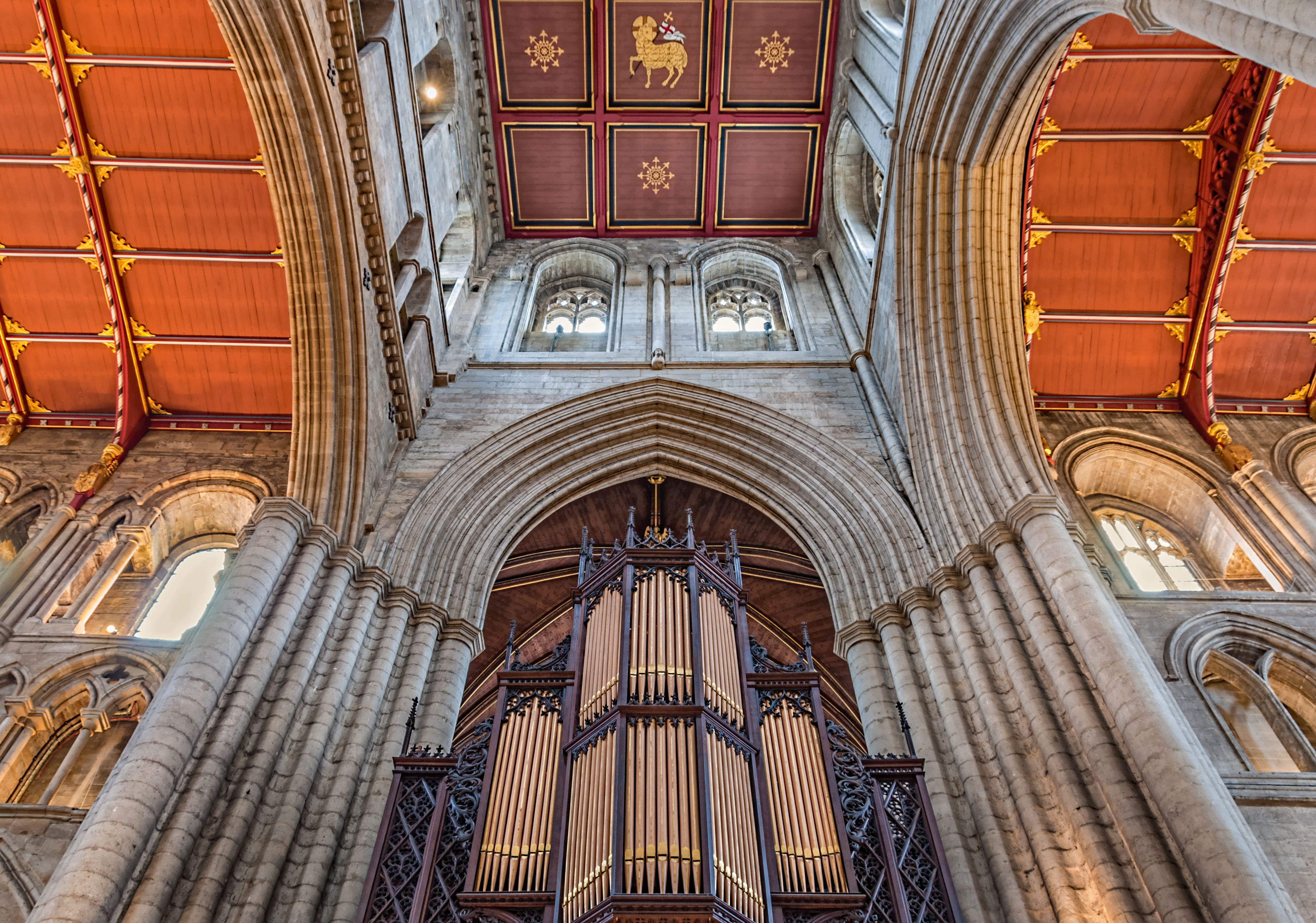
Vierungsturm, Querhaus und Orgelprospekt

### Orgeln
Die erste Orgel der Kathedrale ist aus dem Jahr 1399 bekannt. William Preston baute 1667 eine Orgel mit 5 Registern. Gerard Smith errichtete 1690 eine Orgel. Einige Pfeifen aus dieser sind noch in zwei Registern im Schwellwerk der heutigen Orgel in Gebrauch. Der Orgelbauer Renn (Manchester) vergrößerte das Werk 1838 und setzte es in ein neues Gehäuse.
T. C. Levis erstellte 1878 eine dreimanualige Orgel mit wiederum einem neuen Gehäuse, welches von George Gilbert Scott gebaut wurde. Hill & Son restaurierte sie 1902.
Die Kathedrale besitzt nun eine Orgel der Firma Harrison and Harrison, die ein Nachbau des originalen Instruments von Lewis aus dem Jahr 1878 ist. Die Firma begann 1912 mit dem Umbau der Levis-Orgel, der durch den Ersten Weltkrieg unterbrochen und 1926 fertiggestellt wurde. Die Orgel sitzt im Gehäuse von George Gilbert Scott auf der Chorschranke. Der Orgelbauer Compton elektrifizierte 1950 die pneumatische Traktur. 1963 überholte Harrison & Harrison die Orgel. Die Firma fügte 1998 die Orchestral Trumpet hinzu und ergänzte die Orgel 2001 mit einem zweiten, fahrbaren Spieltisch. Eine spezifische Beschreibung der Orgel ist im National Pipe Organ Register zu finden. Die Orgel wurde zuletzt im Jahr 2013 umfangreich überholt.
| I Choir Organ C–a3 |         |
| Lieblich Bourdon 0 | 16′     |
| Salicional         | 08′     |
| Lieblich Gedeckt   | 08′     |
| Flauto Traverso    | 08′     |
| Salicet            | 04′     |
| Lieblich Flute     | 04′     |
| Nazard             | 02 ⁄3′  |
| Lieblich Piccolo   | 02′     |
| Tierce             | 01 3⁄5′ |
| Mixture III        |         |
| Clarinet           | 08′     |

| II Great Organ C–a3       |        |
| Double Stopped Diapason 0 | 16′    |
| Large Open Diapason       | 08′    |
| Small Open Diapason       | 08′    |
| Flute Harmonique          | 08′    |
| Stopped Diapason          | 08′    |
| Octave                    | 04′    |
| Coppel Flute              | 04′    |
| Octave Quint              | 02 ⁄3′ |
| Super Octave              | 02′    |
| Mixture IV                | 0      |
| Contra Tromba             | 16′    |
| Tromba                    | 08′    |
| Octave Tromba             | 04′    |

| III Swell Organ C–a3 |     |
| Bourdon              | 16′ |
| Geigen               | 08′ |
| Rohr Gedeckt         | 08′ |
| Echo Gamba           | 08′ |
| Voix Celestes        | 08′ |
| Geigen Principal 0   | 04′ |
| Rohr Flute           | 04′ |
| Flautina             | 02′ |
| Mixture II           | 0   |
| Sesquialtera III     | 0   |
| Oboe                 | 08′ |
| Tremulant            |     |
| Contra Fagotto       | 16′ |
| Trumpet              | 08′ |
| Clarion              | 04′ |

| IV Solo Organ C–a3   |     |
| im Schwellkasten     |     |
| Viol d’Orchestre     | 08′ |
| Concert Flute        | 04′ |
| Corno di Bassetto    | 16′ |
| Orchestral Hautboy 0 | 08′ |
| Tremulant            |     |
| nicht schwellbar     |     |
| Contra Tuba          | 16′ |
| Tuba                 | 08′ |
| Orchestral Trumpet   | 08′ |

| Pedal Organ C–f1   |     |
| Double Open Wood 0 | 32′ |
| Open Wood          | 16′ |
| Violone            | 16′ |
| Sub Bass           | 16′ |
| Lieblich Bourdon   | 16′ |
| Violoncello        | 08′ |
| Flute              | 08′ |
| Viole              | 04′ |
| Mixture III        | 0   |
| Bombardon          | 32′ |
| Ophicleide         | 16′ |
| Tuba               | 16′ |
| Octave Tuba        | 08′ |
| Tuba Clarion       | 04′ |

- Normalkoppeln: I/II, III/I, III/II, IV/I, IV/II, I/P, II/P, III/P, IV/P
- Sub- und Superoktavkoppeln: III/III, IV/IV
- Sonderkoppel: Hauptwerks-Zungenregister/I
- Unison off: für I und III

### Glocken
Ein Geläut von insgesamt 13 Glocken hängt im südwestlichen Turm. Ein diatonisches Geläut von zehn Glocken wurde im Jahr 1932 gegossen und 2008 durch drei zusätzliche Glocken ergänzt. Dies sind zwei neue Diskantglocken, die ein diatonisches Geläut von zwölf Glocken ergeben, und eine zusätzliche „Mollsexte“, die ein kleines Geläut von acht Glocken ergänzt.